# Коменсализам
Коменсализам (изведено од лат. cum=заједно, и лат. mensa=сто, трпеза) је облик еколошких интеракција између врста која на једну врсту (звану коменсал) утиче позитивно, док за другу врсту не постоје ни позитивне ни негативне последице интеракције. Често се ово означава као ефекат (+ / 0 ) или (0 / + ), односно говори се да је овај еколошки однос позитиван за коменсала, а неутралан по другу врсту. Трајање коменсализма може варирати од краткотрајне интеракције врста (попут односа предатор—лешинар), до дуже и много интимније симбиозе.
Коменсализам се може посматрати и као најпримитивнији облик симбиозе схваћене у ширем смислу, јер је једностран — само једна врста-партнер има користи од интеракције.

## Облици коменсализма
У почетку се термин коменсализам користио само за објашњавање искоришћавања остатака плена од стране не-предатора, али је касније описано још неколико облика коменсализма.
Форезија је облик коменсализма у коме се једна врста прикачи за другу искључиво ради транспорта. Форезија може бити факултативна или облигатна, а уочава се код великог броја зглавкара — гриње на инсектима летачима, псеудоскорпије на тврдокрилцима и сисарима, стоноге на птицама. Присутна је и као однос међу кичмењацима (где су коменсали врсте риба из фамилије Echeneidae на другим морским кичмењацима). Расејавање великог броја копнених биљака одиграва се форезијом, названом зоохорија — споре, плодови или семена се закаче за животињу-преносиоца и тако буду расејана (пример су семена чичка).
Инквилинизам је такав облик интеракција где једна врста користи другу као станиште. Познати примери су птице које се настањују у шупљинама стабала дрвећа, као и епифитске и епифилске биљке.
Метабиоза је однос коришћења продуката или делова тела једног организма, после његове смрти, од стране другог организма. Пример за овај еколошки однос су ракови самци који користе љуштуре угинулих пужева.